# Навіс (Австрія)
Навіс (нім. Navis) —  громада округу Інсбрук-Ланд у землі Тіроль, Австрія.
Навіс лежить на висоті  1337 м над рівнем моря і займає площу  64,1 км². Громада налічує 1951 мешканців. 
Густота населення 30/км².  
|                                |
| Навіс на мапі округу та землі. |

 Адреса управління громади: Unterweg 39, 6145 Navis. 

## Демографія
Історична динаміка населення міста за даними сайту Statistik Austria

## Виноски
1. ↑  Dauersiedlungsraum der Gemeinden Politischen Bezirke und Bundesländer - Gebietsstand 1.1.2018 — Статистичне управління Австрії.
2. ↑  https://www.statistik.at/blickgem/blick1/g70333.pdf
3. ↑  www.navis.tirol.gv.at. Архів оригіналу за 27 квітня 2021. Процитовано 17 липня 2013.
4. ↑  Gemeindedaten von Navis. Архів оригіналу за 2 січня 2014. Процитовано 17 липня 2013.

| Австрія | Це незавершена стаття з географії Австрії. Ви можете допомогти проєкту, виправивши або дописавши її. |